# ブーペン・ハザリカ
ブーペン・ハザリカ（アッサム語: ভূপেন হাজৰিকা、英語: Bhupen Hazarika；1926年9月8日 – 2011年11月5日）は、インドアッサム州生まれの歌手、作曲家、作詞家、音楽監督、映画監督である。
2011年11月5日、ムンバイの病院にて多臓器不全が元で死去。85歳没。